# Карабанов, Андрей Николаевич
Андрей Николаевич Карабанов (род. Ленинград) — русский оперный певец, баритон. Солист Мариинского театра.

## Биография
Андрей Николаевич Карабанов родился в Ленинграде. В 1977 году окончил Ленинградский Государственный Университет, в 1983 году — Ленинградскую Государственную консерваторию им. Н. А. Римского-Корсакова (класс народного артиста России, профессора И. А. Алексеева и заслуженного артиста России Г. В. Заставного). В 1984-85 гг. стажировался в
Мариинском театре у К. Н. Лаптева. С 1985 года становится солистом оперной труппы Мариинского театра.

## Среди партий, исполняемых на сцене Мариинского театра
- Щелкалов, Ближний боярин, Веселый парень, Иезуит («Борис Годунов»)
- Стрешнев, Клеврет («Хованщина»)
- Роберт («Иоланта»)
- Елецкий («Пиковая дама»)
- Голос сторожевого («Псковитянка»)
- Веденецкий гость («Садко»)
- Японский посол («Соловей»)
- Работник («Огненный ангел»)
- Первый сверстник («Семён Котко»)
- Фердинанд, Отец Шартрез, Педро («Обручение в монастыре»)
- Работник с мельницы, Кучер («Леди Макбет Мценского уезда» и «Катерина Измайлова»)
- Сказочник («История Кая и Герды»)
- Фигаро, Бартоло, Фиорелло, офицер («Севильский цирюльник»)
- Офицер («Риголетто»)
- Жорж Жермон, Комиссионер, Джузеппе, слуга Флоры («Травиата»)
- Фламандский депутат («Дон Карлос»)
- Родериго («Отелло»)
- Марсель («Богема»)
- Якусидэ, Принц Ямадори, Чиновник («Мадам Баттерфляй»)
- Гуччо («Джанни Скикки»)
- Данкайро («Кармен»)
- Валентин («Фауст»)
- Иудеи, Назаретяне («Саломея»)

Работал с такими дирижёрами, как Валерий Гергиев, Евгений Колобов, Юрий Темирканов, Марис Янсонс.
Гастролировал в составе оперной труппы Мариинского театра.
В н. в. помимо работы в театре, занимается преподавательской деятельностью. 

### Дискография
- «Огненный ангел» (VD, Philips Classics), «Хованщина» (СD, Philips Classics), «Борис Годунов» (СD, Philips Classics).